# Echandèlis
Échandelys és un municipi francès situat al departament del Puèi Domat i a la regió d'Alvèrnia-Roine-Alps. L'any 2007 tenia 234 habitants.

## Demografia

### Població
El 2007 la població de fet d'Échandelys era de 234 persones. Hi havia 108 famílies de les quals 40 eren unipersonals (20 homes vivint sols i 20 dones vivint soles), 20 parelles sense fills, 28 parelles amb fills i 20 famílies monoparentals amb fills.
La població ha evolucionat segons el següent gràfic:
Habitants censats

### Habitatges
El 2007 hi havia 258 habitatges, 116 eren l'habitatge principal de la família, 115 eren segones residències i 27 estaven desocupats. 250 eren cases i 5 eren apartaments. Dels 116 habitatges principals, 99 estaven ocupats pels seus propietaris, 11 estaven llogats i ocupats pels llogaters i 6 estaven cedits a títol gratuït; 4 tenien dues cambres, 16 en tenien tres, 31 en tenien quatre i 64 en tenien cinc o més. 73 habitatges disposaven pel capbaix d'una plaça de pàrquing. A 48 habitatges hi havia un automòbil i a 52 n'hi havia dos o més.

### Piràmide de població
La piràmide de població per edats i sexe el 2009 era:
| Homes | Edats   | Dones |
| ----- | ------- | ----- |
| 0     | 95 o +  | 0     |
| 0     | 90 a 94 | 0     |
| 0     | 85 a 89 | 8     |
| 4     | 80 a 84 | 4     |
| 8     | 75 a 79 | 12    |
| 12    | 70 a 74 | 8     |
| 16    | 65 a 69 | 12    |
| 8     | 60 a 64 | 4     |
| 4     | 55 a 59 | 0     |
| 8     | 50 a 54 | 12    |
| 0     | 45 a 49 | 4     |
| 12    | 40 a 44 | 12    |
| 8     | 35 a 39 | 4     |
| 12    | 30 a 34 | 16    |
| 8     | 25 a 29 | 4     |
| 4     | 20 a 24 | 4     |
| 4     | 15 a 19 | 8     |
| 12    | 10 a 14 | 4     |
| 16    | 5 a 9   | 4     |
| 4     | 0 a 4   | 4     |

## Economia
El 2007 la població en edat de treballar era de 141 persones, 95 eren actives i 46 eren inactives. De les 95 persones actives 80 estaven ocupades (49 homes i 31 dones) i 15 estaven aturades (4 homes i 11 dones). De les 46 persones inactives 30 estaven jubilades, 8 estaven estudiant i 8 estaven classificades com a «altres inactius».

### Ingressos
El 2009 a Échandelys hi havia 112 unitats fiscals que integraven 228 persones, la mediana anual d'ingressos fiscals per persona era de 13.810 €.

### Activitats econòmiques
Dels 14 establiments que hi havia el 2007, 1 era d'una empresa de fabricació d'altres productes industrials, 3 d'empreses de construcció, 1 d'una empresa de comerç i reparació d'automòbils, 1 d'una empresa de transport, 3 d'empreses d'hostatgeria i restauració, 3 d'empreses de serveis, 1 d'una entitat de l'administració pública i 1 d'una empresa classificada com a «altres activitats de serveis».
Dels 4 establiments de servei als particulars que hi havia el 2009, 1 era un guixaire pintor, 2 fusteries i 1 restaurant.
L'any 2000 a Échandelys hi havia 10 explotacions agrícoles que ocupaven un total de 350 hectàrees.

## Equipaments sanitaris i escolars
El 2009 hi havia una escola elemental integrada dins d'un grup escolar amb les comunes properes formant una escola dispersa.

## Poblacions més properes
El següent diagrama mostra les poblacions més properes.